# Zamarada vigilans
Zamarada vigilans là một loài bướm đêm trong họ Geometridae.